# Leptoxis torrefacta
Leptoxis torrefacta är en snäckart som först beskrevs av Goodrich 1922.  Leptoxis torrefacta ingår i släktet Leptoxis och familjen Pleuroceridae. IUCN kategoriserar arten globalt som utdöd. Inga underarter finns listade i Catalogue of Life.